# Friedrich von der Borch

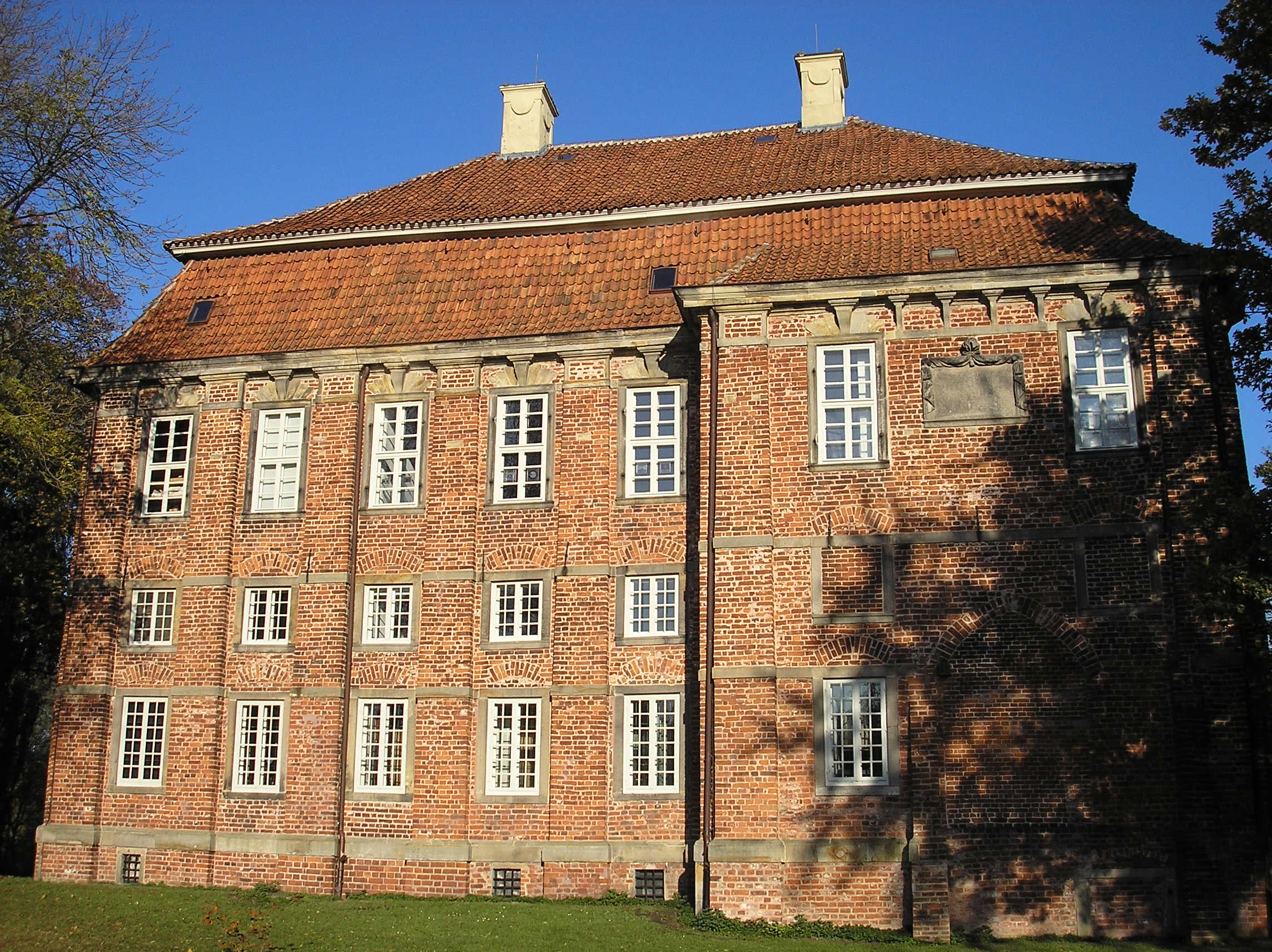
Schloss Schönebeck, von Friedrich von der Borch erneuerte Südostfassade

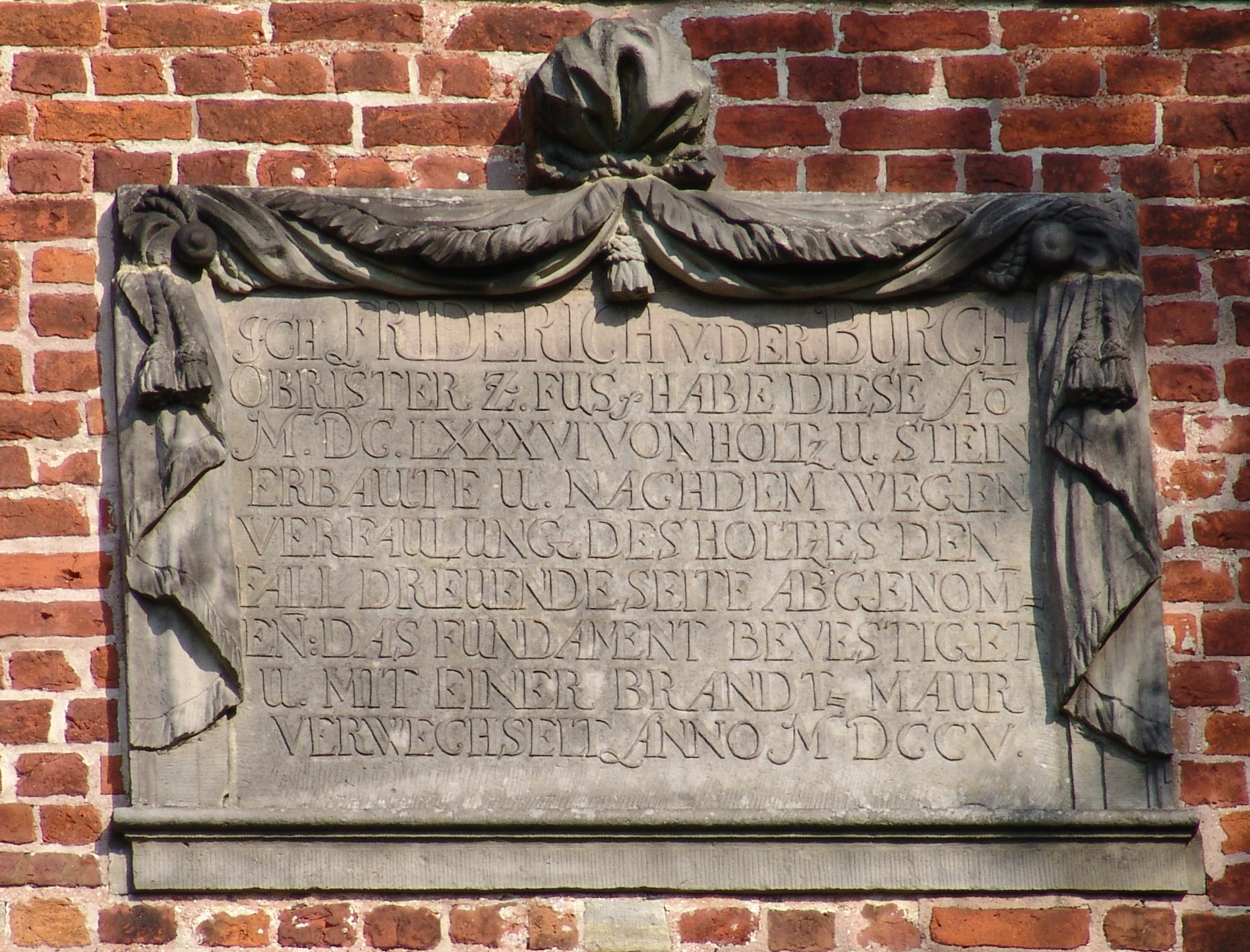
Sandsteintafel an der Südostfassade

Friedrich von der Borch (* 1640; † 1713 in Schönebeck) gehörte dem alten, zuerst ums Jahr 1300 genannten westfälischen Adelsgeschlecht von der Borch an.

## Biografie
Friedrich von der Borch war der Sohn von Franz Dietrich von der Borch und dessen Ehefrau Dorothea von der Wense. Er trat 1656 in den kaiserlichen Dienst ein und nahm als Oberst-Wachtmeister am Türkenkrieg teil. Es folgt eine militärische Laufbahn mit verschiedenen Stationen, so war er um 1670 Kommandant in Paderborn, anschließend in Braunschweiger Diensten, dann Osnabrücker Regimentskommandant und 1687 Obrist und Vize-Kommandant in Hamburg. In schwedischen Diensten stehend erwarb von der Borch am 29. April 1682 das Gut Schönebeck bei Bremen, dessen Südseite er im Jahre 1705 grundlegend erneuern ließ.
Auf einer Sandsteinplatte hinterließ er folgende Inschrift:

„ICH FRIEDRICH V. DER BORCH, OBRISTER Z. FUS, HABE DIESE MDCLXXXVI VON HOLTZ U. STEIN ERBAUTE U. NACHDEM WEGEN VERFAULUNG DES HOLTZES DEN FALL DREUENDE SEITE ABGE NOMMEN, DAS FUNDAMENT BE VESTIGT U. MIT EINER BRANDT MAUER VERWECHSELT ANNO MDCCV“

Um 1700 wurde von Friedrich von der Borch als Herr auf Schönebeck die Siedlung Friedrichsdorf gegründet, die heute zum Bremer Ortsteil Grohn gehört. In dieser Zeit waren die von der Borch auch Gerichtsherren der Börde Lesum.
Gegen Ende des 18. Jahrhunderts zogen sich die Herren von der Borch ins Westfälische auf ihren Stammsitz Holzhausen zurück. 1952 verkaufte die Familie das Schloss Schönebeck schließlich an das Land Bremen.
Die aufgerichteten Grabplatten von Friedrich von der Borch dessen Ehefrau Anna Elisabeth von Affeln (1644–1699) befinden sich an der Südseite des Turmes des historischen Friedhofs der St.-Martini-Kirche zu Lesum (Dehio 1977, S. 38).
Ehrungen
* Die Friedrichsdorfer Straße in Vegesack und der Friedrichsdorfer Bahnweg wurden nach ihm benannt.

## Wappen
Das Wappen der Familie von der Borch führt in einem silberweißen Schilde drei schwarze Raben mit roten Füßen und auf offenem Ritterhelm einen gleichen Raben zwischen zwei schwarzen Adlersflügeln.
Um 1840 taucht dieses Wappen auf dem Siegel des Gerichts der Börde Lesum auf.
Die Freitreppe des Schlosses ziert ein barockes Allianzwappen, das dem Generalmajor Ernst August Friedrich von der Borch (1695–1752) und Henriette Charlotte Christiane Freiin von Friesen (1709–1772) zuzuordnen ist. Beide haben 1726 geheiratet. Es handelt sich um einen Enkel des Friedrich von der Borch.